# ベンジャミン・バサースト (外交官)

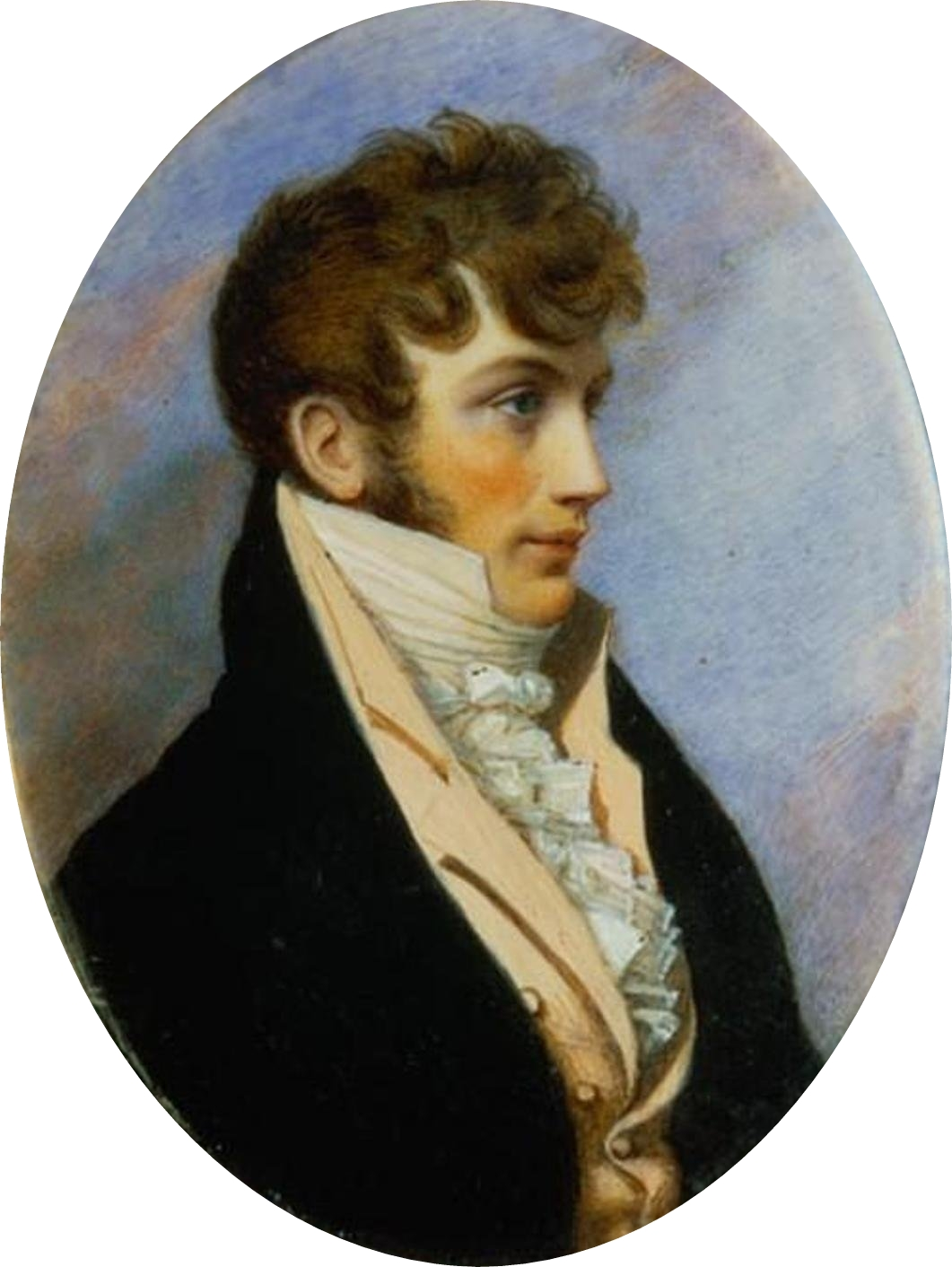
ベンジャミン・バサースト

ベンジャミン・バサースト（英語: Benjamin Bathurst、1784年3月14日 – 1809年?）は、イギリスの外交官。1809年に在オーストリア特命全権公使に任命されたが、同年11月にブダから帰国する道中、ペルレベルクで失踪した。バサーストの結末について、強盗殺人の被害にあった、精神錯乱の末の自殺、マクデブルク要塞に囚われた、ペルレベルクから逃亡したが道中で殺害された、プロイセンの秘密組織について知ったため口封じで殺害されたなど多くの仮説が唱えられたが、現在ではほぼ殺害された事が定説となっている。

## 失踪以前の経歴

### 生い立ち

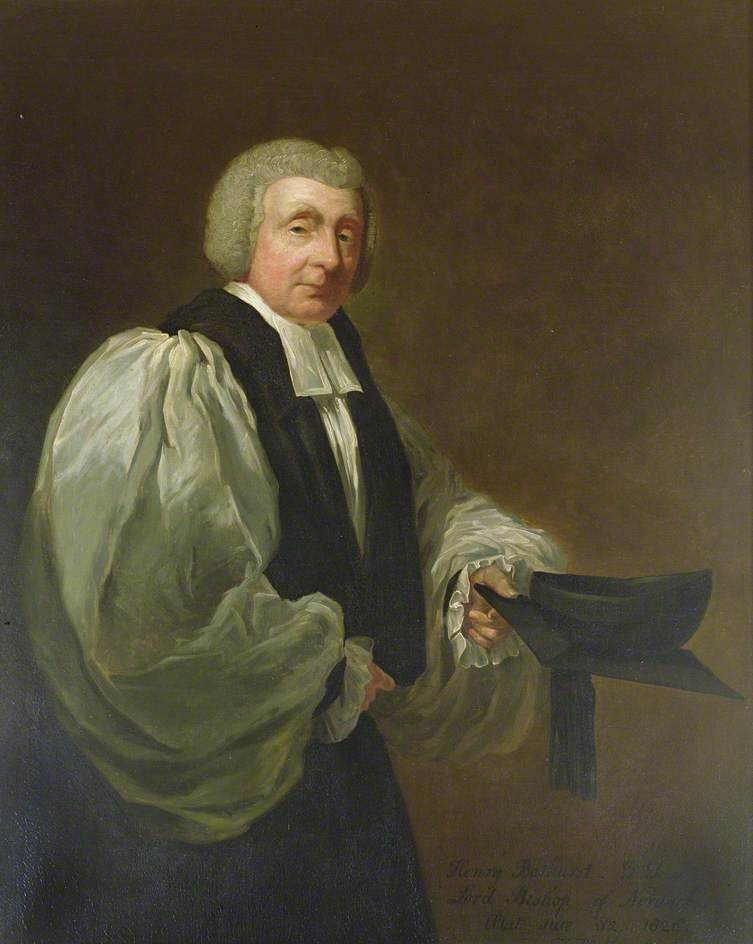
バサーストの父にあたるノリッジ主教ヘンリー・バサースト。トマス・カークビー（Thomas Kirkby）画、1826年。

ノリッジ主教ヘンリー・バサーストと妻グレース（Grace、旧姓クート（Coote）、1756年ごろ – 1823年、聖職者チャールズ・クートの娘）の三男として、1784年3月14日に生まれ、4月19日にオックスフォードのクライスト・チャーチ大聖堂で洗礼を受けた。ウィンチェスター・カレッジで教育を受けた後、1799年11月4日にオックスフォード大学ニュー・カレッジに入学、1803年にB.A.の学位を修得した。1805年11月までニュー・カレッジのフェロー（Fellow）を務めた。

### 外交官として

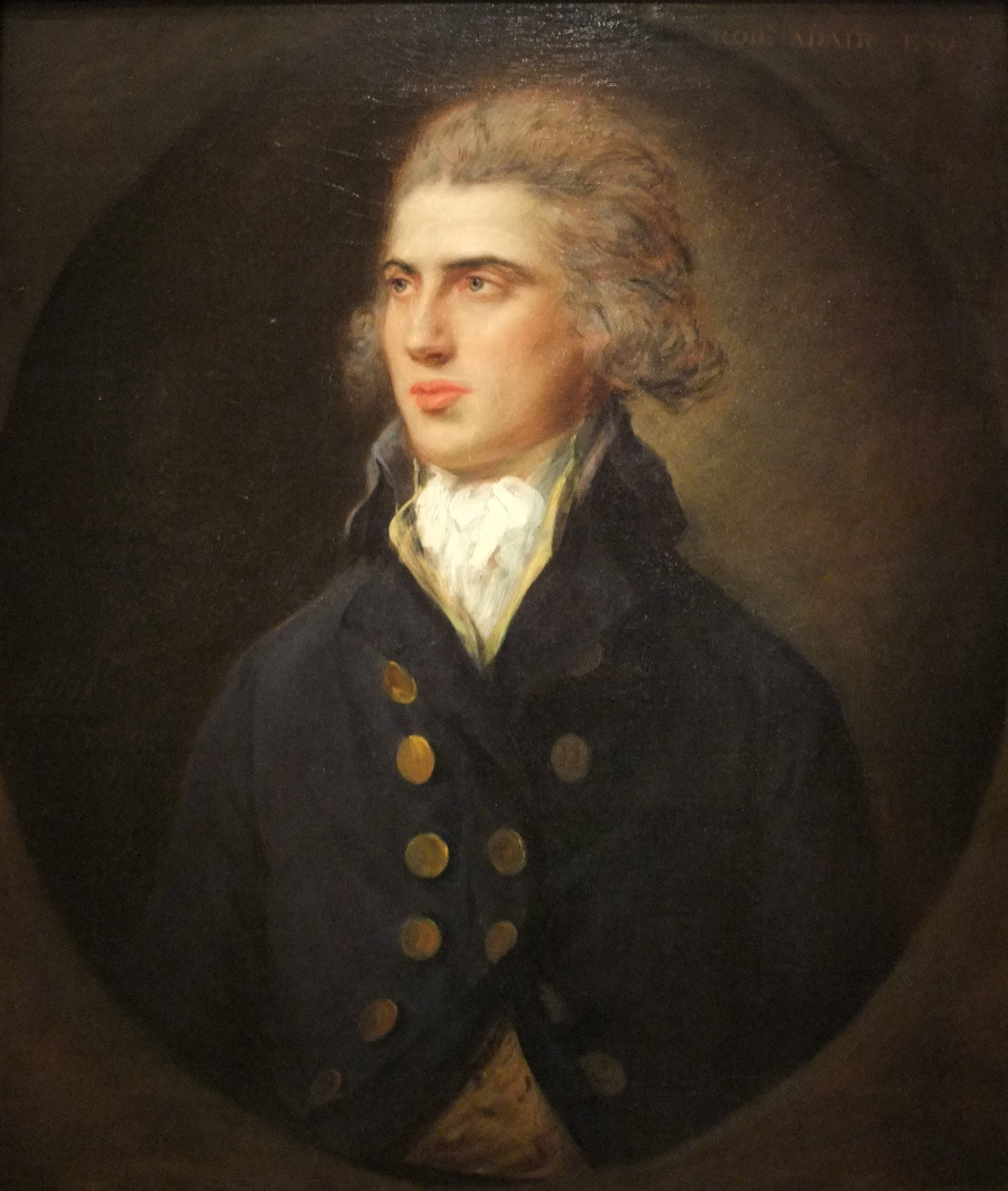
バサーストが助力を仰ぐ予定だった外交官ロバート・アデア。トマス・ゲインズバラ画、1785年。

長兄ヘンリーが聖職者、次兄ジェームズが軍人になった一方、バサーストは親族の第3代バサースト伯爵ヘンリー・バサーストの影響力により1803年11月に在ウィーンイギリス大使館で就職、1805年3月3日に在スウェーデン大使館書記官に任命された。スウェーデンでの同僚だったストラトフォード・カニングは後にバサーストを有能だったが神経質でもあったと評している。病気と昇進できなかったことを理由に1808年春に帰国、同年の夏と秋をイングランド南西部のデヴォンとコーンウォールで過ごした後、ロンドンで職探しを再開、1809年2月14日に在オーストリア特命全権公使としての信任状を受けた。このとき、外務大臣ジョージ・カニングは陸軍・植民地大臣のカースルレー子爵ロバート・ステュアートと対立しており、『オックスフォード英国人名事典』の見解ではカニングがカースルレー子爵を内閣から追い出すための味方としてバサースト伯爵に目をつけ、バサースト伯爵に恩を売るためにベンジャミン・バサーストに外交職を与えたとしている。また、スタンリー・レーン＝プール（Stanley Lane-Poole）の見解ではベテラン外交官が外交任務（オーストリアとの援助協定締結）の失敗を予想したため、名声に傷がつくことを恐れて就任を断ったとしている。
バサーストは3月初にスイス人侍従ニコラウス・ヒルベルト（Nikolaus Hilbert）とともにポーツマスを発ち、カディスで戦況に関する情報を集めた後、マルタに向かった。バサーストに与えられた指令は外交官ロバート・アデアが近くにいた場合はアデアに指示を仰ぎ、いない場合はオーストリア政府に国交樹立の準備ができていることを伝える、というものだった。マルタに到着した時点で戦端がすでに開かれた場合は代わりにトリエステでオーストリア政府への通告を行うよう指令を受けており、バサーストはマルタで開戦の報せを受けた（ただし、1809年オーストリア戦役の開戦は4月10日であり、この時点は開戦直前ではあったがまだ開戦していない）。
4月19日にトリエステが到着したバサーストはオーストリア政府がイギリスからの外交官派遣を期待していると聞いてウィーンに急行、26日に到着した。5月3日にクレムスでヨハン・フィリップ・フォン・シュターディオンと会談し、信任状をオーストリア皇帝フランツ1世に提示する時期を質問したが、シュターディオンは戦争反対派やイギリスを信用していない官僚の圧力もあって明言を避けた。
ナポレオン率いる軍勢がウィーンに迫ってきたため、オーストリア宮廷は5月6日にウィーンから退避、バサーストも8日にウィーンを離れてブダに向かい、12日に到着した。ブダでは21日にハンガリー副王ヨーゼフ・アントンに謁見した。また、イギリスが半島戦争中のスペインに大軍を送ることをオーストリアに告げるなどオーストリアの戦意を高めていたため、自身がフランス皇帝ナポレオン・ボナパルトに命を狙われるだろうと考えた。ただし、セイビン・ベアリング＝グールドは1890年の著書でこの考えが正しいかは不明だとしている。以降10月末までブダに滞在、本国から受けたワルヘレン遠征（ナポレオンをオーストリアとの戦闘から引き離すためのオランダ遠征）に関する報せをオーストリア宮廷に届けたが、遠征は失敗に終わった。

### 帰国の道へ

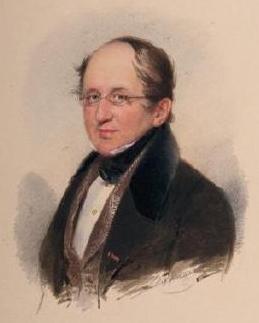
バサーストのパスポート申請を助けた在ベルリンオーストリア暫定大使ルイ＝フィリップ・ド・ボンベル、1837年。

10月14日、オーストリアがフランスとシェーンブルンの和約を締結、和約でオーストリアとイギリスの国交断絶が規定された。バサーストは10月24日にクレメンス・フォン・メッテルニヒから和約のコピーを与えられると、重要な文書をもってブダを離れ、帰国しようとした。しかし、自身がナポレオンに命を狙われると恐れたため、北回り（ベルリン、ハンブルク経由）か南回り（トリエステ、マルタ経由）のルートで帰国するかについて数日間躊躇した。トリエステがフランスに占領されたこともあって、バサーストは北回りのルートをとることを決め、道中でコッホ（Koch）の偽名を名乗ってハンブルク出身の商人を装い、秘書ヨーゼフ・クラウゼ（Josef Krause）にもフィッシャー（Fischer）の偽名を名乗らせたほか、従者ヒルベルトも随行した。また、出歩くときはピストルを持つようにしており、馬車にも銃を配備した。バサーストはオーストリアにプロイセン経由で帰国するためのパスポートを申請したが、メッテルニヒに拒否された。
バサーストは11月10日の午前5時にブダから出発してベルリンに向かい（プラハ、ドレスデン経由）、20日に到着した。ベルリンではイギリス領事ジョージ・ゴールウェイ・ミルズ（George Galway Mills、1765年10月22日 – 1828年2月14日）と連絡をとらなかったが、男性2人に手紙を届けた。バサーストのパスポートは偽名で発行されたが、バサースト自身はドイツ語をほとんど話せず、ぜいたくな服装や4頭立ての馬車から上流社会の外国人であることは明らかだった。クラウゼがバサーストの妻に述べたところでは、バサーストはブダを発つとき直前からベルリンに到着するまで元気だったが、ベルリンに到着したときから顔が青くなり、病気になった様子だった。さらに知人の在プロイセンオーストリア大使ヨハン・フォン・ヴェッセンベルクが（おそらくケーニヒスベルク滞在中で）ベルリンにいないことを知ると、メッテルニヒがパスポート発給を拒否したこともあって自身がフランスに突き出されるかもしれないと恐れるようになった。ヴェッセンベルクには会えなかったが、ベルリンに滞在していたオーストリア暫定大使ルイ＝フィリップ・ド・ボンベルとは会っており、2人は一緒に夕食をとった後、観劇に行った。ボンベルは後にバサーストの妻に対し、バサーストが腹痛を訴えてあまり食べなかったが、落ち着いた様子ではあったと述べている。また、プロイセン王国政府がバサースト一行にパスポートを発給したが、これはボンベルの尽力によるとされる。
一行は11月23日の早朝にベルリンを発ち、約160マイル先のハンブルクに向かった。バサーストの病状は悪化を続け、24日の夜中には突如毒を入れられたと叫び、クラウゼから「でしたら、あなたと同じものを食べ、同じ薬を飲んだ私も毒を入れられたのでしょう」と返答されるという出来事があった。

## 失踪事件

### 失踪した日の行動
25日の午前中にも後をつけられている、自身の運命を嘆き悲しむ、クラウゼの裏切りを疑うなど不安定な状態が続いた。同日の正午ごろ、ベルリンとハンブルクの中間に位置するペルレベルクに到着した。そこの駅家で次の駅家があるレンツェンまで向かうための馬車馬を替えるよう命じ、自身は約100ペース先の「白鳥」（Zum weißen Schwan）というインで早めの晩餐をとった。
15時ごろ/17時ごろ、バサーストはペルレベルクの駐留軍の指揮官フォン・クリッツィング大尉（von Klitzing、「クリンツィング」（Klintzing）とも）と話し、自身がハンブルクへの道中の旅人であり、命を狙われていると確信していると述べ、自身の住むインに護衛をつけてくれないかと質問した。このときのバサーストは出されたティーカップも持ちあげられないほど震えており、クリッツィングはバサーストの憂慮を一笑に付したものの、護衛を2人つけることには同意した。護衛を連れて「白鳥」に戻ったバサーストはナポレオンのスパイを避けるために夜に出発することを決めた。バサーストが再びクラウゼに疑いの目を向けたため、クラウゼは持っている外交文書を燃やしてはどうかと提案し、バサーストはそれを受け入れ、クラウゼに感謝の言葉を述べて彼を疑わなくなった。
19時/20時ごろ、バサーストは護衛を解散させ、21時までに馬の準備を整えるよう命じた。その後、クラウゼが支払いを済ませた一方、バサーストは自身の旅行鞄が馬車の中に置かれた後、馬車を回り込み、横道に入った。このときは11月末であり、日没が16時ごろで17時までには辺りが暗くなっており、「白鳥」の主人は支払いの処理でクラウゼと話していたため、誰もバサーストの行動に注目しなかった。
15分後、御者、「白鳥」の主人とボーイ、クラウゼとヒルベルトが準備を整え、バサーストが来て出発するのを待ったが、バサーストは現れなかった。

### 現地駐留軍の捜査
クラウゼや御者たちはしばらく待った後、「白鳥」でバサーストを捜したが、見当たらなかった。そこでバサーストが護衛を求めてクリッツィング大尉のもとに向かったかもしれないとクラウゼが思いつき、ヒルベルトが23時にクリッツィングのもとを訪れた。バサーストはクリッツィングのもとにはいなかったが、バサーストの失踪を聞いたクリッツィングはすぐに行動し、「白鳥」に急行してクラウゼなどを馬車に乗らせ、護衛をつけてペルレベルクにある別のインに住ませた。
「白鳥」にも護衛兵がつけられ、翌朝には早くも捜査が始まった。近くの川、森、沼地、溝などあらゆる場所が調べられたが、バサーストの痕跡は無く、クリッツィングは捜査の結果を待った後正午にキュリッツに向かった。クリッツィングはキュリッツで上官のビスマルク大佐（Bismark）の許可を受けてベルリンに向かい、捜査権を確保して翌日にペルレベルクに戻ってきた。また、バサーストが所持していた毛皮のコートが無くなったためこれも捜されたが、26日のうちは見つからなかった。
毛皮のコートは11月27日にシュミット家（Schmidt）の穴蔵で発見された。シュミット女史（「白鳥」の従業員の1人）は駅家で毛皮のコートを見つけて持ち帰り、息子アウグスト・シュミット（August、同じく「白鳥」の従業員）に与えたと証言し、アウグストは母が知らない男性を見かけており、「その人がピストルを2丁持っていて、母に火薬（powder）を買ってくるよう求めた」と述べた。そのため、アウグストは男性が自殺したと推測した。これらの供述により、2人は窃盗罪で投獄されたが、後に恩赦を受けて釈放された。
事件のとき、「白鳥」ではユダヤ人商人2名が滞在しており（2人はバサーストが来た後に到着）、クラウゼや御者がバサーストを待っている間に出発した。2人も調査を受けたが、裕福な人物でまわりから尊敬されており、容疑者から外された。
以降11月30日から12月6日にかけてペルレベルク近くのシュテペニッツ川の浚渫など捜査が続けられたが、成果はなかった。
12月16日、ペルレベルクから約3マイル離れた森で薪拾いをしていた女性2人が汚れたズボンを見つけた。ズボンには弾痕が2つあったが、血痕はなく、ポケットにバサーストから妻宛ての未完成の手紙が入っていた。手紙は鉛筆で書かれ、その内容は「イングランドにたどり着けないことを恐れている」「私の破滅はアントレーグ伯爵の所為」「戻ってこなかった場合でも再婚しないでほしい」といったものであり、25日の午前中に書かれたものとされる。クラウゼが手紙を読んだところ、バサーストの筆跡であると認めた。ズボンにある弾痕は専門家の調査の末、地面に置いてあるズボンに向けて銃を撃ってできた弾痕であり、ズボンを着ているバサーストが撃たれてできたものではないことが判明した。また、セイビン・ベアリング＝グールドは状況からして、ズボンが捜査の打ち切られた12月6日以降に置かれたものであると判断している。ネヴィル・トムソンによると、ペルレベルクではバサーストの失踪以降、連日のように雨が降ったが、バサーストの手紙がまだ読める状態だったため、ズボンが長期間その場に置かれていたわけではなかった。
クリッツィングの保護を受けていたクラウゼ（このとき、偽名を「クリューガー」（Krüger）に変えた）とヒルベルトは12月10日にベルリンに向かい、そこからウィーンに戻った。

### 家族の行動
事件の捜査は行われたものの、ペルレベルクでは大事にはならなかった。というのも、このときのプロイセン王国は混乱の極みであり、盗賊、フランスのはぐれ兵士、ドイツの革命家などが横行していて、殺人や窃盗も頻繁に起こった。そのため、商人1人が失踪した程度ではほとんど注目されなかった。
本国にいたバサーストの家族は1809年7月の手紙を最後にバサーストからの連絡がない一方、オーストリア軍がヴァグラムの戦い（1809年7月初）で大敗したという報せは届いていたため、バサーストが帰国の道中にあるのは家族にとっても明らかだった。しかし、9月から11月にかけてバサーストの音信が全くなく、バサーストの妻フィリダは報せを少しでも早く聞けるようバサーストの父の邸宅に引っ越した。
バサースト失踪の報せは事件から数週間後にようやくイギリスに届いた。報せを受けた外務大臣の初代ウェルズリー侯爵リチャード・ウェルズリーはバサーストの父を自邸アプスリー・ハウスに呼び出して、失踪の報せを告げた。報せを聞いたフィリダはバサースト家の友人でもあるドイツ人冒険家ハインリヒ・レントゲンに捜査を依頼した。
同時期にはバサーストの失踪がイギリスの大衆にも知られるようになり、『ザ・タイムズ』紙が1810年1月20日の紙面で「フランス近くのとある町でフランスの兵士に捕らえられたとされる。その後は知られていない」（At some town near the French territories he was seized, as is supposed, by a party of French soldiers. What happened afterwards is not accurately known）と報じ、12月16日に見つかったズボンについても報じた。タイムズは情報源を明らかにしなかったが、『ザ・スペクテイター』1862年9月20日号ではタイムズが事件をかなり目立つ形で記事にしたことから、公式の情報に基づくものであると判断している。フランス政府はこの報道に怒り、官報の『ル・モニトゥール・ユニヴェルセル』1810年1月29日号でバサーストが精神錯乱の末自殺したと主張、「精神異常がよくみられるのはイギリスの外交部門だけ」との皮肉をもって返答した。一方、ドイツの新聞では大きく報じられず、イギリス政府も公式見解を出さず、有用な情報に対する懸賞金を出すに留まった。
フィリダは最初夫がフランスに捕らえられて投獄されたか殺害されたと考え、前者の可能性に賭けて1月27日にナポレオンへの手紙を書き、バサーストを釈放するか自身をバサーストと一緒に投獄することを求めたが、わずか2日後の『ル・モニトゥール・ユニヴェルセル』で投獄が公式に否定された。そして、1810年5月20日にはついにイギリス政府の無関心に怒り、ドイツに赴いて夫を捜すことを決意、6月8日に父とメイドを扮する知人、そして弟ジョージとともにハリッジから出発した。フィリダは出発の前にナポレオンへの手紙を書き、パスポート発給を求めたが、返答を待たずに出発、パスポートが届いた場合はハンブルクに転送するよう手配した。ナポレオンはパスポート発給を許可した。
一行は7月4日にベルリンに到着、そこでヴェッセンベルクに会い、ヴェッセンベルクの仲介でフランス大使アントワーヌ・マリー・フィリップ・ド・サン＝マルサンにも会った。サン＝マルサンはパスポートの発給許可をフィリダに伝え、フランス外務大臣カドーレ公爵ジャン＝バティスト・ノンペール・ド・シャンパニーが一行に助力を与えるよう命じていたことも伝えた。ヴェッセンベルクがプロイセン王フリードリヒ・ヴィルヘルム3世から助力を与える許可が下りたことを伝えると、フィリダはクラウゼとヒルベルトをウィーンからベルリンに呼び戻すことを求めた。フィリダは2人の帰りを待たず、レントゲンと合流してペルレベルクに向かい、そこで1809年12月16日に見つかったズボンを見せられて、夫のものであると認めた。ズボンが見つかったことで誘拐の可能性が高まったため、フィリダ一行は500ターラーの懸賞金を出して情報を求めたが、1か月経ても有用な情報が出なかった。懸賞金を出す一方、フィリダ一行は7月25日にベルリンに戻り、クラウゼとヒルベルトの証言を聞いた。
一行は続いてポツダム、フランクフルト・アム・マインを経て9月2日にパリに到着、ナポレオン・ボナパルトへの謁見を求めた。ナポレオンは謁見に応じなかったが、外務大臣カドーレから帰国のためのパスポート発給と今後フランスに戻る許可を得た。一行は9月18日にパリから出発、モルレーでプリマス行きの船に乗ってソルタッシュで下船した。こうして、フィリダ一行による4か月間の調査が終わったが、さしたる成果は上がらなかった。
バサーストの遺体か事件に関する情報を求めて、イギリス政府が1,000ポンドの懸賞金を出したほか、遺族も1,000ポンドの懸賞金を出し、事件に興味を持ったプロイセン王子フリードリヒもフリードリヒ・ドー（プロイセンの金貨）100枚の懸賞金を出したが、有用な情報は出てこなかった。

### 1852年の発見
バサースト失踪から45年後の1852年4月、ペルレベルクに住む石工キーゼヴェッター（Kisewetter）の家屋で白骨死体が発見された。この白骨死体は後頭部を殴られた形跡があり、キッチンの床の下に隠されていた。キーゼヴェッターは1834年にクリスティアン・メルテンズ（Christian Mertens）から家屋を購入したと述べ、メルテンズは父から家屋を継承していた。メルテンズの父は1803年に家屋を購入しており、事件当時は「白鳥」の従業員だった。
「白鳥」での賃金は低かったが、メルテンズの父が娘2名に多額の持参金を残したため、バサーストの所持していた宝飾品を盗んだと疑われた。1852年8月にペルレベルクを訪れたバサーストの姉妹トライフェナ（Tryphena）は死体を見て、それがベンジャミン・バサーストの死体ではないと述べたが、この時点でバサーストの失踪から40年以上経過しており、マイク・ダッシュも『オックスフォード英国人名事典』も決定的な否定にならないとしている。

### 事件に関する仮説
フィリダの弟ジョージはバサーストがケーニヒスベルクにたどり着き、そこで船に乗ったが、船がバルト海で沈没したと考えた。
『オックスフォード英国人名事典』の見解では、バサーストはクラウゼが裏切ると信じてペルレベルクから逃亡し、バルト海とスウェーデン経由で帰国しようとした道中で殺害されたという。傍証として、バサーストの錯乱に関する報告を受けたイギリス政府が事件を反ナポレオンのプロパガンダに利用せず、ウィーン会議でも追求しなかったことが挙げられている。
『ザ・スペクテイター』1862年9月20日号ではペルレベルク近くのマクデブルク要塞（1806年よりフランスの占領下）で白骨死体が発見されたニュースを引き合いに出し、バサーストを誘拐した後、猿轡を噛ませて、馬車でそれほど遠くないマクデブルク要塞に運ぶことは「特に困難なところはない」（There was no particular difficulty）としている。
サー・ジョン・ホール（Sir John Hall）は1922年の記事でイギリス政府がバサースト失踪をフランス政府の仕業だと考えていれば、これを利用しないはずがなかったとしている。ホールの見解ではバサーストがプロイセンの秘密組織クライスト（Kleist、反フランス蜂起を計画していた組織）について知り、バサーストの精神が不安定な状態にあったため口封じで殺害されたという。クリッツィングが殺害に関わったかは定かではないが、クライストを知っていた（もしくは存在の可能性に気づいていた）。この場合、綿密な捜査が行われると、クライストの計画がフランス政府に知られる可能性があった。『オックスフォード英国人名事典』はホールの見解を「つじつまに合う」（plausible）としたが、バサーストが逃亡して道中で殺害された可能性のほうがはるかに高い（far more likely）とした。
ネヴィル・トムソン（Neville Thompson）は2002年の論文でフランスがバサーストの所持する文書を奪取するために犯行に及んだと考えるのは自然であるとし、前例として1804年10月に外交官の第2代準男爵サー・ジョージ・ラムボルドがハンブルクで捕らえられてパリに連行され、外交文書を奪われた事例を挙げている。ただし、バサーストは失踪直前に自身の所持する文書を燃やしている。トムソンによるもう1つの仮説はバサーストが他人に知られずにコルベルクに向かう馬車に乗ったが、何らかの理由によりその道中で殺害された、というものだった。

## 大衆文化
- チャールズ・フォートはノンフィクション作品『見よ!（英語版）』（Lo!、1931年）でバサーストの失踪事件に言及した[62]。
- H・ビーム・パイパーのサイエンス・フィクション作品He Walked Around the Horses（1948年）はバサーストを主人公としている[63]。

## 家族
1805年5月25日にフィリダ・コール（Phillida Call、1774年ごろ – 1855年9月17日、初代準男爵サー・ジョン・コールの娘）と結婚、1男2女をもうけた。フィリダは同年にバサーストがストックホルムに赴任したときは随行したが、1809年にバサーストがウィーンに赴任したときは随行せず、娘2人とともにイギリスに残った。
- ローザ（Rosa、1834年没[64]） - テヴェレ川で溺死[65]
- エメリン（Emmeline、1893年1月7日没） - 1830年2月、第3代キャッスル・ステュアート伯爵エドワード・ステュアート（1807年 – 1857年）と結婚。1867年6月27日、アレッサンドロ・ピストッチ（Alessandro Pistocchi）と再婚[66]

フィリダは1810年9月の帰国後ロンドンに住み、フランス第一帝政が倒れた後はパリ近郊に移住、1820年代にイタリアに移った後1855年にルッカで死去した。